# Тлалок

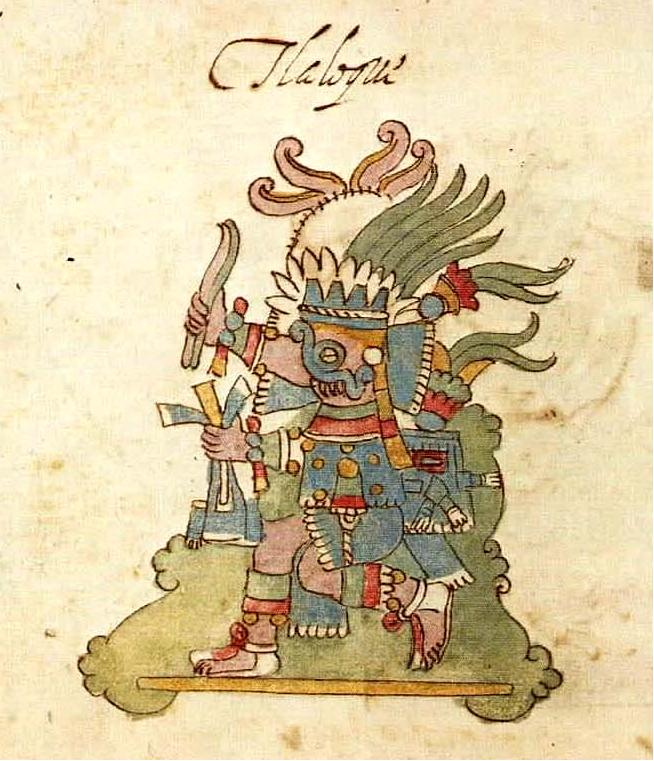

Тлалок — бог дощу та грому, сільського господарства, вогню та південної сторони світу в ацтеків. Був владикою 3-ї з 5 ацтекських світових епох.
Не був богом-творцем, він сам був створений іншими богами. Вважалося, що Тлалок живе на вершинах гір або в палаці над Мексиканською затокою. У внутрішньому подвір'ї його помешкання, в кожному з чотирьох кутів стоять чотири великих глеки. В них містяться дощь, посуха, хвороби рослин і зливи. Тому Тлалок іноді зображався у вигляді глечика. Тлалок міг надсилати ревматизм, подагру та водянку.
Був благодійним божеством, однак міг викликати паводки, посухи, град, заморозки, удари блискавок.
Зображався антропоморфним, з очима сови або колами у вигляді змій навколо очей. Тлалок носив зубчасту корону, мав тіло чорного кольору. В його руках був змієподібний, насаджений зубами посох (блискавка) або стебло маїса, або глечик з водою.
В інших індіанських племен називався: Чак (Choc) — мая, Кокіхо (Cocijo) — сапотеки, Тахін (Tajin) — тотонаки і Цахуй (Tzahui) — міштеки. Першою дружиною Тлалока була Шочикецаль, другою — Чальчіутлікуе. Деякі міфи вважають його батьком бога місяця Теккістекатля.
Храм Тлалока в Теночтітлані розташовувався біля храму Віцилопочтлі, усередині храму для статуї Тлалока було побудоване спеціальне приміщення. У дощову пору року туди клали насіння усіх їстівних рослин. На горі Тлалок поблизу Теночтітлана була споруджена статуя Тлалока з білої лави.
Принесені в жертву Тлалоку переходили в його царство. Ацтеки проводили обряди на озері Тескоко і приносили йому в жертву дітей, топлячи їх у воді.